# Italica

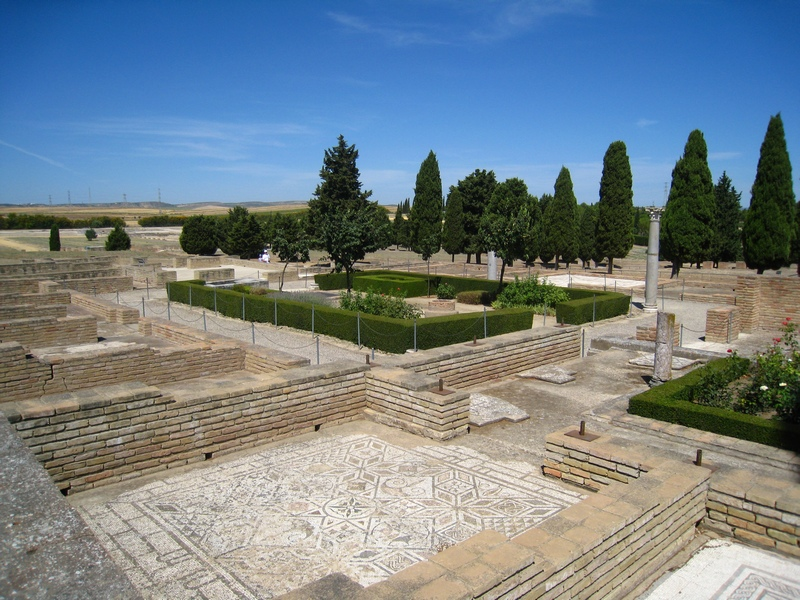
Überblick über die „Neustadt“ (nova urbs)

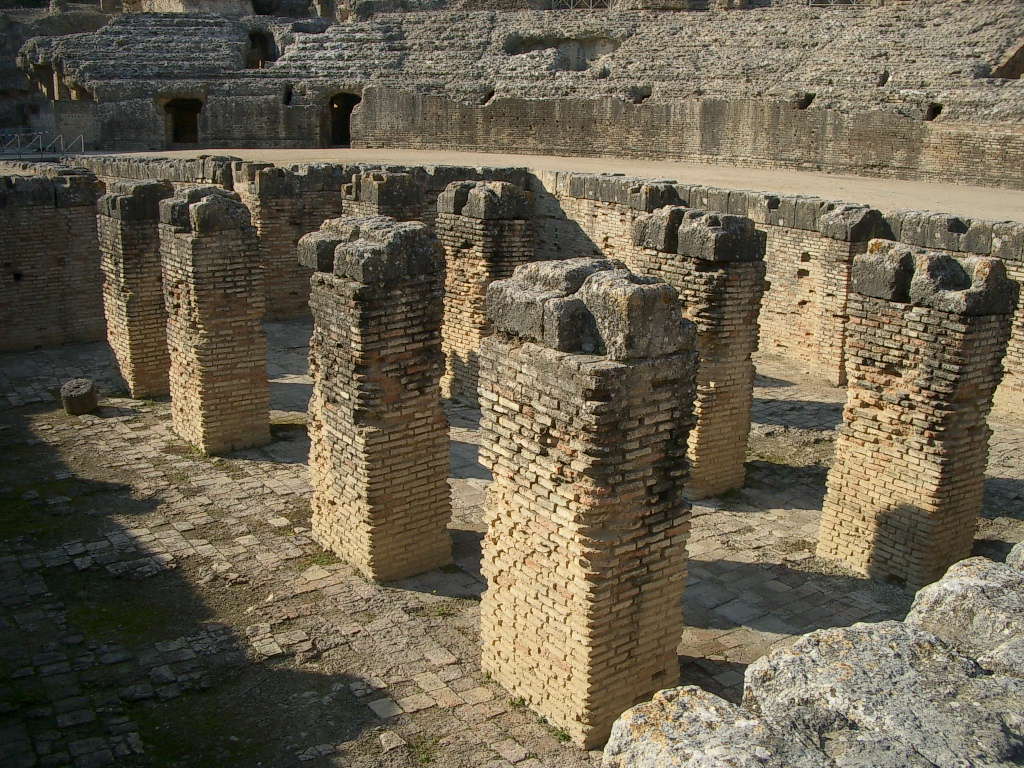
Das Amphitheater von Italica

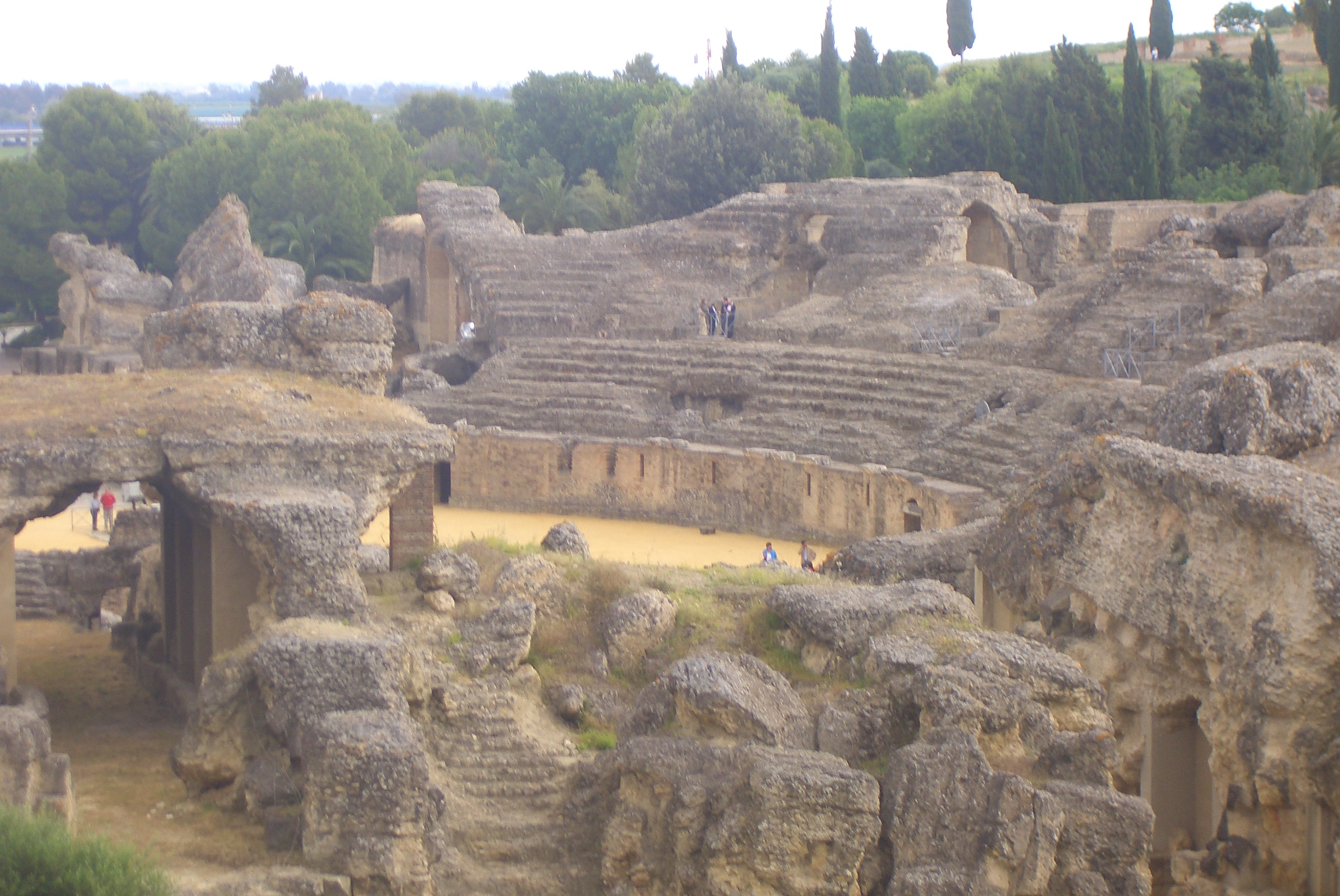
Amphitheater

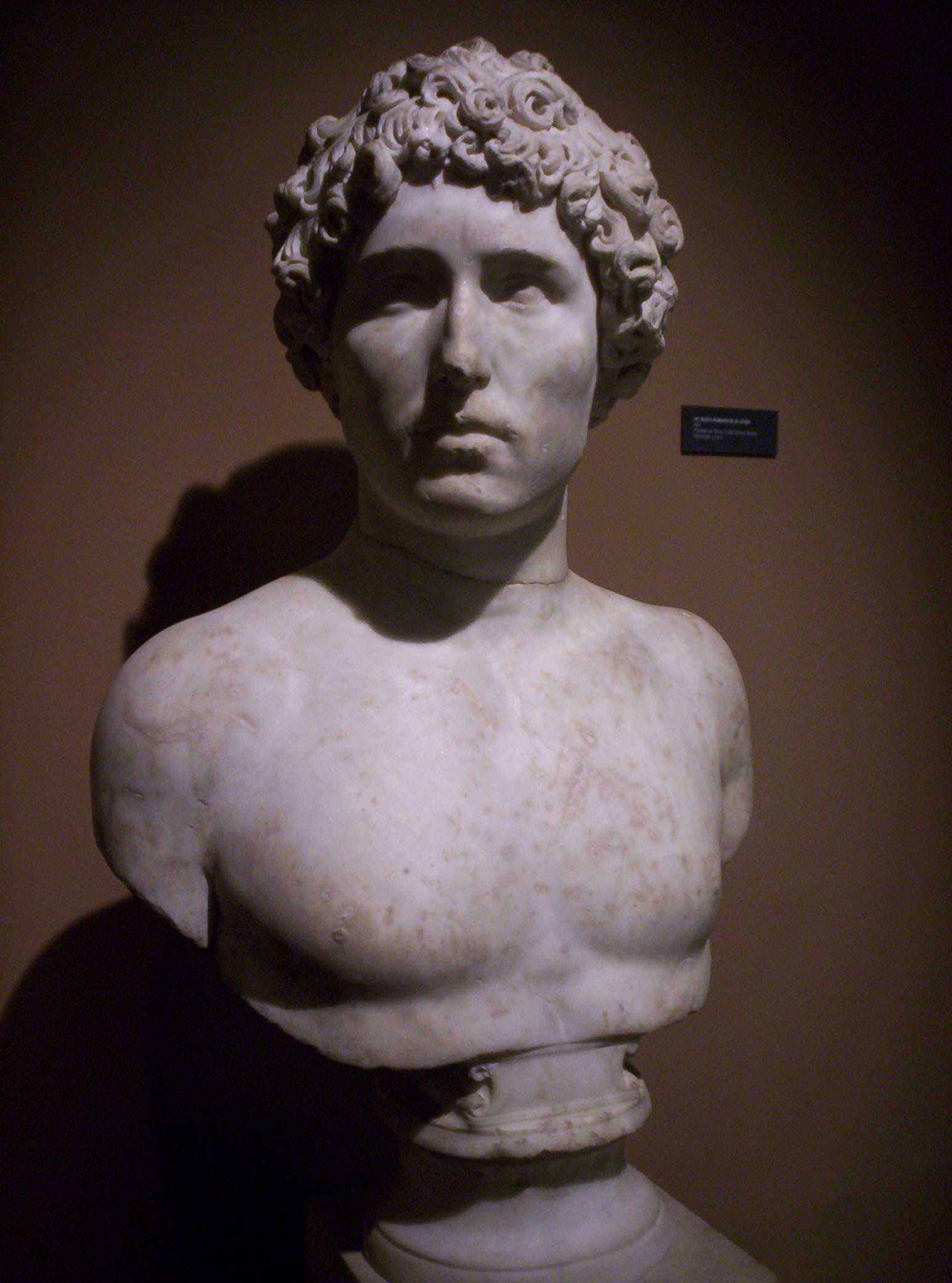
Büste eines jungen Mannes

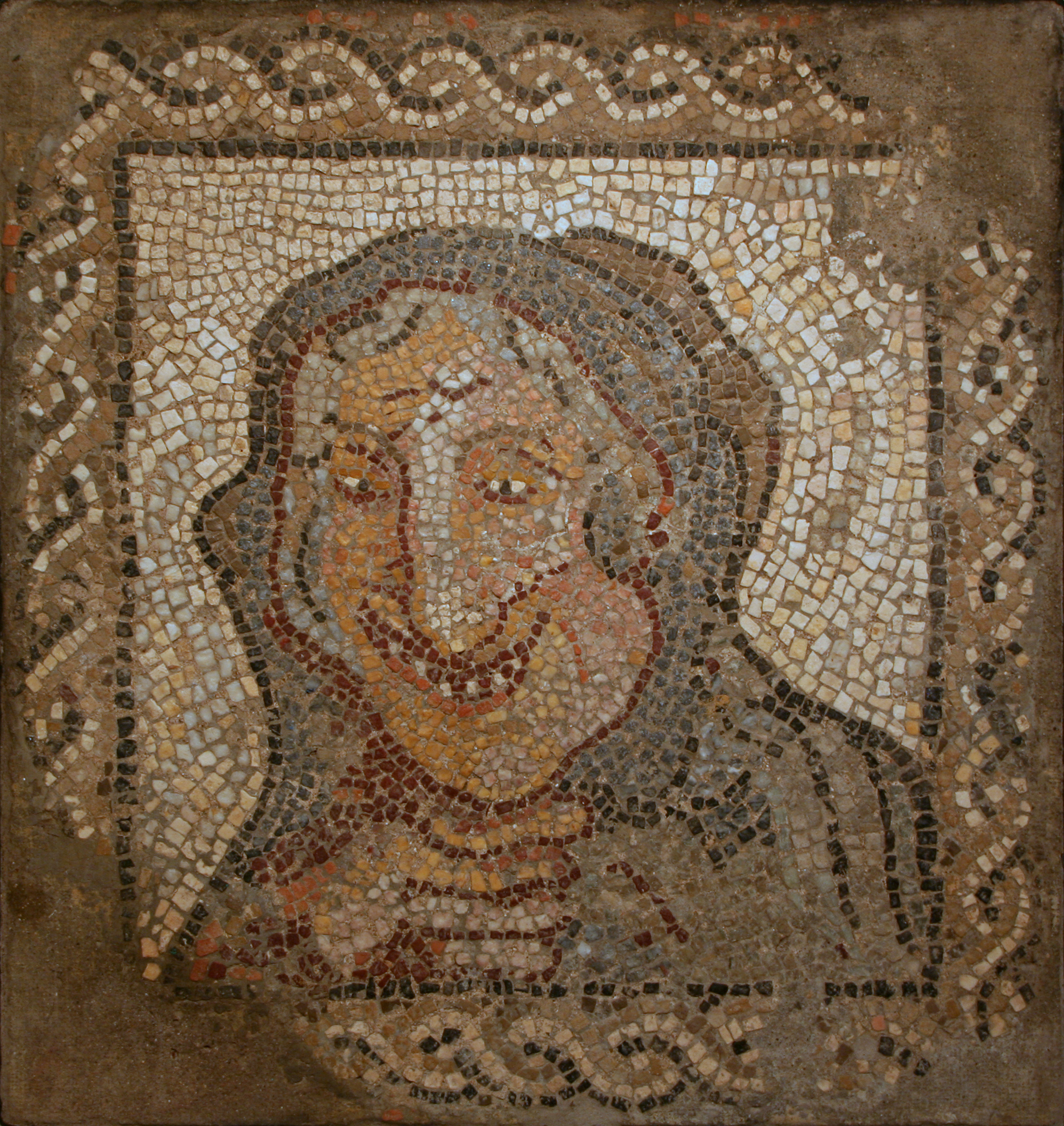
Mosaik mit der Darstellung einer Alten

Italica (spanisch Itálica) war eine römische Stadt in Hispanien; ihre Ruinen liegen in Santiponce, etwa zehn Kilometer nördlich von Sevilla (Hispalis) am Guadalquivir.

## Geschichte
Im Verlauf des Zweiten Punischen Kriegs ließ Publius Cornelius Scipio Africanus im Jahr 206 v. Chr. nach der Schlacht von Ilipa eine turdetanische Siedlung als Lager für verwundete römische Soldaten errichten und zu einem Militärposten ausbauen. Appian von Alexandria schildert den Vorgang in seinen Iberischen Kriegen (Buch VII, Kapitel 38): „... kurz vor der 144. Olympiade (206 v. Chr.), schickten die Römer jährlich Prätoren nach Spanien zu den eroberten Nationen als Gouverneure oder Superintendenten, um den Frieden zu wahren. Scipio hinterließ ihnen eine kleine Truppe, die für ein Friedensinstitut geeignet war, und ließ seine kranken und verwundeten Soldaten in einer Stadt nieder, die er Italica nach Italien benannte“. Die später unter dem vollen Namen Colonia Aelia Augusta Italica bekannte Siedlung stellte einen frühen Ausgangspunkt der Romanisierung der Iberischen Halbinsel dar. Spätestens seit Gaius Iulius Caesar hatte Italica den Status eines Municipiums.
Wegen ihrer Nähe zur Römerstadt Hispalis (Sevilla) wird vermutet, dass Italica eine Beamtenstadt war, Hispalis dagegen in erster Linie Handels- und Wirtschaftsmetropole. Die Bedeutung Italicas zeigt sich dadurch, dass die Familien der römischen Kaiser Trajan und Hadrian dort beheimatet waren. Unter letzterem wurde die Stadt zur Colonia (Colonia Aelia Augusta Italica oder Colonia Victrix Italicensis) erhoben und durch Anlage der nova urbs weiter ausgebaut. Trotz dieser Blüte konnte sich die Stadt nicht dauerhaft wirtschaftlich und politisch behaupten und verlor in der Folgezeit an Einfluss.
Die Westgoten nutzten Italica vermutlich als Festung, später wurde die Stadt Sitz eines Bischofs. Mit dem Angriff der Mauren (711) auf die iberische Halbinsel setzte sich der Niedergang der Stadt weiter fort.
Die verlassene Stadt diente lange Zeit als Steinbruch. Erste Ausgrabungen begannen im 18. Jahrhundert, im 19. Jahrhundert wurde die Stätte in einen archäologischen Park (parque arqueológico) umgewandelt.

## Ausgrabungen
Große Teile der prähadrianischen Stadt sind unter dem Ortskern des heutigen Santiponce verborgen. Das unter Hadrian angelegte Viertel ist hingegen weitgehend erschlossen und zu besichtigen. Die wesentlichen Sehenswürdigkeiten Italicas sind:
- das Amphitheater, das mit einer Länge von 160 Metern und einem Fassungsvermögen von 25.000 Zuschauern das drittgrößte römische Amphitheater ist;
- die Mosaikfußböden der Wohngebäude der gesellschaftlichen Elite;
- das Traianeum, ein dem Kaiser Trajan gewidmeter Tempel
- die Statuen der Venus, Diana und des Trajan (die Originale befinden sich im Archäologischen Museum in Sevilla, vor Ort sind nur Kopien);
- die teilweise freigelegten öffentlichen Thermen;
- das rekonstruierte römische Theater in Santiponce.

## Trivia
Der spanische Komponist Joaquín Rodrigo komponierte 1980 ein Stück für Solo-Gitarre “Un Tiempo fue Itálica famosa” („Einst war Italica berühmt“), mit dem er an Italica erinnert.
Der Ort diente auch als Drehort der Drachengrube aus dem Finale der 7. Staffel der Serie Game of Thrones.